# A.C. Milan w sezonie 1917/1918

Klubowe barwy Milanu

Osiągnięcia piłkarskiego zespołu A.C. Milan w sezonie 1917/1918.

## Osiągnięcia
Brak startów w oficjalnych rozgrywkach, Milan wystartował i triumfował w Regionalnych Mistrzostwach Lombardii.

## Podstawowe dane
- Oficjalna nazwa klubu: Milan Cricket and Foot-Ball Club
- Siedziba klubu: Birreria Colombo, Via U. Foscolo 2
- Boisko: Velodromo Sempione; Campo US Milanese
- Prezes klubu:  Piero Pirelli I
- Trener zespołu: brak
- Kapitan drużyny:  Aldo Cevenini I